# NGC 7551
NGC 7551 este o galaxie spirală situată în constelația Pegas. A fost descoperită în 3 noiembrie 1864 de către Albert Marth.